# ハイハ県
ハイハ県（ハイハけん、ベトナム語：Huyện Hải Hà / 縣海河?）は、ベトナムクアンニン省の県である。

## 行政区画
以下の1市鎮10社を管轄する。
- クアンハ市鎮（Quảng Hà / 廣河）
- カイチエン社（Cái Chiên / 街氈）
- ドゥオンホア社（Đường Hoa / 棠花）
- クアンチン社（Quảng Chính / 廣政）
- クアンドゥク社（Quảng Đức / 廣德）
- クアンロン社（Quảng Long / 廣隆）
- クアンミン社（Quảng Minh / 廣明）
- クアンフォン社（Quảng Phong / 廣豐）
- クアンソン社（Quảng Sơn / 廣山）
- クアンティン社（Quảng Thịnh / 廣盛）